# アマミホシゾラフグ
アマミホシゾラフグ（奄美星空河豚、学名：Torquigener albomaculosus）とは、条鰭綱フグ目フグ科シッポウフグ属に分類される魚類である。

## 発見
アマミホシゾラフグは2012年に発見された。直径2mほどの円形の幾何学的な模様が海底に存在することは1995年頃から知られていたものの、誰が何のために作っているのかは長らく謎のままであった。模様はミステリーサークルとも呼ばれていた。後に、この海底の模様は本種のオスが作った巣（#産卵床）であることが判明した。2012年7月にNHK総合の番組『ダーウィンが来た! : 生きもの新伝説』のロケ（奄美大島の南沖、琉球諸島近海）に同行・協力した国立科学博物館の松浦啓一は、観察結果や採集した標本を基に詳しく調べた結果、新種のフグであると確信し、論文を執筆した。その論文は同年9月6日に日本魚類学会の英文誌Ichthyological Researchでオンライン出版された。
国際生物種探査研究所の「新種トップ10」2015年版に本種が選ばれている。「分類学の父」カール・フォン・リンネの誕生日（5月23日）に合わせて、ニューヨーク州立大学の国際生物種探査研究所は、珍しい生態などから特に注目すべき10種として前年に発見された新種の中から「新種トップ10」を選考している。その2015年版に、日本からアマミホシゾラフグとハナビラミノウミウシの仲間が選ばれた。

## 分布
奄美大島、沖縄諸島の近海。産卵床が確認されているのは奄美大島の大島海峡と笠利湾のみで、沖縄諸島では、個体が捕獲されただけである。
本種の産卵床に極似した構造物と同時に同属種のフグが、2018年に西オーストラリア沖で撮影されている。
2018年に西オーストラリア沖の水深129-137ｍの海底で、本種の産卵床に極似した構造物22個と、同時に同属種のフグが、遠隔操作の探査機により撮影されたが、写真が不鮮明なため本種とは同定できなかった。

## 体長・模様
約15cmで白い水玉模様が特徴。頭部と体の後ろ部分が茶色で腹部には白色と銀白色の水玉模様がある。2014年時点で、白い斑点をもつフグで図形を作成する唯一の種であると考えられている。

## 生態
奄美大島近海では、水深約10mから約30mの浅いところに棲息している。沖縄島近くの浜比嘉島近海で2017年に捕獲されたメス個体は水深100mからであった。

### 産卵床
オスは胸鰭や尾鰭を使って、直径2mの印象的（幾何学的）なデザインの円形の巣を作り真ん中の着卵床にメスを呼んで卵を産んでもらい繁殖を行う。繁殖が済んだ後、着卵床は使われない。

## 放送
- ダーウィンが来た! 〜生きもの新伝説〜
  - 2012年9月9日放送（世紀の発見！海底のミステリーサークル）[2]
  - 2015年1月10日放送（驚き!感動! 日本の生きものたちはスゴかった）[11]

## 参考資料
- A new pufferfish of the genus Torquigener that builds “mystery circles” on sandy bottoms in the Ryukyu Islands Japan（Actinopterygii: Tetraodontiformes: Tetraodontidae）, Keiichi Matsuura, Ichthyological Research, January 2015, Volume 62, Issue 2, pp 207-212